# Jauristuoddar
Jauristuoddar är ett berg i Finland. Det ligger i Enontekis i landskapet Lappland, i den norra delen av landet, 1 000 km norr om huvudstaden Helsingfors. Toppen på Jauristuoddar är 521 meter över havet.
Terrängen runt Jauristuoddar är huvudsakligen platt.  Trakten runt Jauristuoddar är nära nog obefolkad, med mindre än två invånare per kvadratkilometer. Det finns inga samhällen i närheten. Omgivningarna runt Jauristuoddar är i huvudsak ett öppet busklandskap.